# It Goes Like This
«It Goes Like This» — песня американского кантри-певца Томаса Ретта, вышедшая 6 мая 2013 года в качестве третьего сингла с его дебютного студийного альбома It Goes Like This (2013). Авторами песни выступили Rhett Akins (отец Томаса Ретта), Ben Hayslip, Jimmy Robbins.

## История
Песня получила положительные отзывы и рецензии от музыкальных критиков и интернет-изданий, например, таких как Taste of Country. Бобби Пикок из Roughstock дал 4 звезды из 5 при оценке песни.
«It Goes Like This» дебютировал на позиции № 43 в американском хит-параде кантри-музыки Billboard Country Airplay в неделю с 11 мая 2013, и на № 28 в Hot Country Songs в неделю с 1 июня 2013, а также на № 96 Billboard Hot 100 в неделю с 29 июня 2013. Песня достигла позиции № 1 в Country Airplay, став для Томаса Ретта его 1-м чарттоппером в этом радиоэфирном кантри-чарте. Сингл достиг платинового статуса и сертифицирован RIAA. К апрелю 2014 тираж достиг 1,287,000 копий в США.

## Музыкальное видео
Режиссёром выступил TK McKamy, а премьера состоялась в июне 2013 года.

## Чарты

### Еженедельные чарты
| Чарт (2013)                         | Высшая позиция |
| ----------------------------------- | -------------- |
| Канада (Billboard Canadian Hot 100) | 33             |
| Канада (Billboard Country)          | 4              |
| США (Billboard Hot 100)             | 25             |
| США (Billboard Country Airplay)     | 1              |
| США (Billboard Hot Country Songs)   | 2              |

### Итоговые годовые чарты
| Чарт (2013)                      | Позиция |
| -------------------------------- | ------- |
| US Billboard Hot 100             | 90      |
| US Country Airplay (Billboard)   | 2       |
| US Hot Country Songs (Billboard) | 13      |

## Сертификации
| Регион | Сертификация  | Продажи   |
| --- | ------------- | --------- |
| США (RIAA) | 2× Платиновый | 1,287,000 |
| * Данные о продажах приведены только на основе сертификации. ^ Данные о тиражах приведены только на основе сертификации. |               |           |